# チルソン号
チルソン号（Chilsong）とは、朝鮮民主主義人民共和国（北朝鮮）船籍の貨物船。2002年に茨城県日立港で座礁、後に解体処分された。

## 座礁事故
2002年（平成14年）、チルソン号は日本の北朝鮮支援団体レインボーブリッヂが寄付した燃料用ゴムタイヤチップ1,100tを輸送するために日立港を訪れた。しかし検疫のために錨地で停泊中、折からの悪天候によりうねりで約800m流されたのちに、12月5日午前0時10分頃に日立港東防波堤で座礁した。
座礁した船体に転覆の恐れはなく、21名の乗組員に負傷者はなかったが、船体から燃料の重油が流出。翌日には常陸那珂港から磯崎漁港の広い範囲にかけて油が漂着する被害を出した。重油の撤去は800名弱のボランティア活動などにより12月中に解消されたものの、座礁した船は消波ブロックにくい込み離礁できず、長い間、日立港に座礁した姿をさらし問題となった。
12月18日には、那珂湊海上保安部から船主に対して同船の早期撤去を求める警告書が出され、茨城県も北朝鮮側に対して船の撤去を求めたものの、「事故の原因は、海図に載っていない防波堤を勝手に作った日本側にある。」と黙殺された。結局、県などが費用（解体費用だけで約2億円）を出資して解体処分した。

## その後
チルソン号船体の解体は、約6億5,000万円をかけて2004年（平成16年）2月3日までに完了し、解体された船体は日立港第4埠頭に保管された。2003年（平成15年）に船主が船体の所有権の放棄を通告してきたため、スクラップとなった鋼材約700tは県によって差押えられたうえで公売され、競争入札の結果、ひたちなか市のリサイクル業者が1,690万円で落札した。船体解体や重油除去には、茨城県だけで総額6億3,800万円を支出したが、船体の売却や国の支援、特別交付税措置により1億数千万円台まで抑えられたという。
チルソン号の船長キム・ジェーフは、業務上過失往来危険罪で罰金30万円を水戸簡易裁判所に命じられた。
チルソン号の他にも、外国船籍の船舶が日本国内で座礁したまま放棄され、地方公共団体が費用を負担して撤去する事例が相次いだ。日本政府は2004年に油濁損害賠償保障法を改正（船舶油濁損害賠償保障法）して、無保険船への入港禁止などを定めた。